# アグスティン・バルディ
アグスティン・バルディ（Agustín Bardi、1884年8月13日 - 1941年4月21日）は、タンゴの作曲家、ヴァイオリニスト、ピアニストとして活躍したアルゼンチンの音楽家。

## 生涯
ブエノスアイレスに生まれる。普通の会社に勤めながら、ヴァイオリンとピアノを学ぶ生活をしていたが、1912年に最初のタンゴを作曲し、その頃にタンゴ楽団のヴァイオリニストとしてデビューを果たす。後にピアニストとしての活動に転じる。作曲したタンゴは30曲ほどである。
ビセンテ・グレコ楽団やフランシスコ・カナロ楽団に入って演奏していたことがある。
バルディに対して尊敬の念を持っている者は多く、オラシオ・サルガンが彼に献呈する作品としてタンゴ「ドン・アグスティン・バルディ」を作曲している。

## 主な作品
- ロレンソ（Lorenzo）
- ティンタ・ベルデ（Tinta verde）